# Рыжик крупноплодный
Рыжик крупноплодный (лат. Camelina alyssum subsp. integerrima), по названию устаревшего синонима лат. Camelina macrocarpa — однолетнее травянистое растение семейства Капустные (Brassicaceae). В соответствии с МКБН более точным является название Рыжик бурачковый подвид цельнокрайний, однако оно пока не встречается в современных авторитетных источниках.

## Ботаническое описание[2][3]
Однолетнее травянистое растение желтовато-зелёной окраски, практически голое с крошечными единичными разветвленными волосками.
Стебли высотой 30–80 см, тонкие, маловетвистые.
Листья немногочисленные, редко расположенные, тонкие, нежные. Край листа в отличие от основного вида сплошной, либо с неясно выраженными мелкими долями.
Чашелистики продолговато-ланцетные, 3–4 мм длиной. Лепестки желтовато-белые, длиной 5–6 мм, шириной около 1,5 мм, с ноготком.
Плоды — немногочисленные крупные стручочки с притупленной верхушкой и узкой оторочкой 9–12 мм длиной и 5–7 мм шириной. Створки тонкие, на длинных цветоножках, сильно отклоненных от стебля. 
Семена примерно 3 × 1,5 мм.
Хромосомное число 2n = 40.

## Распространение и экология
Природный ареал охватывает Скандинавию, Центральную Европу, Атлантический регион Европы. В России встречается в Европейской части.
Быстрорастущий ранний яровой однолетник. Цветение с мая.

## Классификация

### Таксономия[4]
Camelina alyssum subsp. integerrima (Čelak.) Smejkal, 1971, Preslia 43: 322
Подвид Рыжик бурачковый подвид цельнокрайний относится к виду Рыжик бурачковый (Camelina alyssum) рода Рыжик (Camelina) семейства Капустные (Brassicaceae) порядка Капустоцветные (Brassicales). Кладограмма в соответствии с Системой APG IV по состоянию на июнь 2023 года:
|  |                                      |  |                                   |                                   |                     |  | ещё 16 семейств | ещё 16 семейств |                  |  |                                       |  | еще 7 подтвержденных видов и 5 видов, ожидающий подтверждения | еще 7 подтвержденных видов и 5 видов, ожидающий подтверждения |  |
|  |                                      |  |                                   |                                   |                     |  | ещё 16 семейств | ещё 16 семейств |                  |  |                                       |  | еще 7 подтвержденных видов и 5 видов, ожидающий подтверждения | еще 7 подтвержденных видов и 5 видов, ожидающий подтверждения |  |
|  |                                      |  |                                   | порядок Капустоцветные            |                     |  |                 |                 | род Рыжик        |  |                                       |  |                                                               |                                                               |  |
|  |                                      |  |                                   | порядок Капустоцветные            |                     |  |                 |                 | род Рыжик        |  | Рыжик бурачковый подвид цельнокрайний |  |                                                               |                                                               |  |
|  | отдел Цветковые, или Покрытосеменные |  |                                   |                                   | семейство Капустные |  |                 |                 | Рыжик бурачковый |  |                                       |  |                                                               |                                                               |  |
|  | отдел Цветковые, или Покрытосеменные |  |                                   |                                   |                     |  |                 |                 |                  |  |                                       |  |                                                               |                                                               |  |
|  |                                      |  | ещё 63 порядка цветковых растений | ещё 63 порядка цветковых растений |                     |  |                 | ещё 354 рода    | ещё 354 рода     |  |                                       |  |                                                               |                                                               |  |
|  |                                      |  |                                   | ещё 63 порядка цветковых растений |                     |  |                 |                 | ещё 354 рода     |  |                                       |  |                                                               |                                                               |  |

### Синонимы
- Camelina alyssum subsp. macrocarpa  Hiitonen
- Camelina alyssum var. macrocarpa  Hiitonen
- Camelina foetida subsp. integerrima  (Čelak.)  Čelak.
- Camelina foetida subsp. integerrima  Čelak.
- Camelina foetida var. integerrima  Čelak.
- Camelina foetida var. integerrima  Čelak.
- Camelina macrocarpa  Wierzb.  ex  Rchb.
- Camelina macrocarpa  Wierzb.  ex  Reichenb.
- Camelina sativa subsp. macrocarpa  (Rchb.)  Soó